# Monetazione delle Ible
Con monetazione delle Ible si intende l'insieme di monete che si attribuiscono alle antiche colonie sicule che recano il toponimo di Ibla.

## Monetazione
La ubicazione di tali località è estremamente incerta, tranne che per Megara Iblea le cui rovine sono situate nell'area dell'odierna Augusta, nel siracusano.
Non sono state rinvenute monete di Megara Ibla nel suo periodo arcaico; una testimonianza numismatica proveniente dal sito la si ritrova solo nel periodo ellenistico e senza che figuri mai la dicitura di Megara Iblea. Seguono una serie di monete con il monogramma YB e ME (e MEΓA) (sul dritto testa femminile e sul rovescio ape in corona), attribuite a Megara e quelle di una Ibla, l'ultima nominata da Stefano che si rifà a Filisto, appellata Styella (Στυελλα) e definita «rocca della megaride» (vd. sezione di appr.) la quale emise due serie di monete argentee (dracme e hemidracmi) anch'esse attribuite dai moderni a Megara Iblea oppure ad una Ibla vicina ad essa, sui monti, data la parola «rocca», o ancora a una località sita molto più a nord degli Iblei: odierna Francavilla di Sicilia nel messinese, il cui sito ha restituito, unicamente, due monete di cui una di Naxos e l'altra di Styella.
Infine la controversia maggiore si ha su una serie di monete, d'epoca tardiva (III sec. a.C.; Barclay Vincent Head data la moneta di Ibla al 210 a.C.), che recano l'incisione ΥΒΛΛΣ ΜΕΓΑΛΑΣ = Ibla Megala, Ibla Magna. La serie sul dritto esibisce la testa femminile di una divinità con un'ape vicino al collo, al rovescio una figura slanciata con bastone o scettro in una mano e nell'altra reca un'anfora, ai suoi piedi un cane e il motto sopracitato. Tra gli studiosi vi è chi sostiene che la legenda sia da riferire all'Ibla sede del re Iblone, il cui territorio era così vasto da poterlo anche donare, per altri era la stessa Megara identificata con la "maggiore" anonima menzionata da Pausania, mentre per altri ancora era la Gereatide.
Il numismatico Ignazio Cazzaniga d'altro canto sostiene che la figura incisa sul dritto della moneta sia la personificazione della città di Ibla, la quale diventa quindi una divinità di nome Ibla; un lume che in epoca romana diviene una Demetra, equivalente a Cerere, luminare dei fertili campi di cereali che attoriniavano Ibla; dea della terra ma non solo, e che il motto ΜΕΓΑΛΑΣ sia un attributo dato alla dea, non un aggettivo che sancisce l'ampiezza della città, ma l'attributo di una dea: una Magna Mater Ceres, (da qui la legenda monetale: Ibla = divinità, Magna = epiteto della divinità) una Soteira (salvatrice, protettrice della città). Ma il termine Soteira, così come l'incisione dell'ape non si addicono ad un'Afrodite o ad una Venere, che sono le dee che molti cercano di identificare nella moneta di Ibla (per conciliare probabilmente la lapide della Veneri Hyblensi) piuttosto sono i simboli di Artemide e delle ninfe: così come il cane presente nell'effigie di Ibla è un altro simbolo della dea delle stelle e della sua protezione, così l'anfora è il simbolo delle ninfe dell'acqua (anticamente chiamate api); è nell'anfora che l'ape deposita il miele; ed è dall'acqua, una fonte o un ruscello, che le api traggono il maggiore nutrimento.
L'ape di Ibla - tenendo presente che l'incisione di api nel metallo era una pratica diffusa nell'antichità - secondo alcuni rappresenterebbe la soavità del miele che produceva e il cane i fertili terreni adibiti alla caccia; secondo altri la dea di Ibla era una dea della natura: una Potnia Theron (Signora degli animali).